# Rubicon (musikalbum)
Rubicon är det norska gothic metal-bandet Tristanias sjätte studioalbum, utgivet 2010 av skivbolaget  Napalm Records. Albumet innehåller många nya band medlemmar, som Mariangela Demurtas, Kjetil Nordhus, Gyri Smørdal Losnegaard, Ole Vistnes och Tarald Lie Jr.

## Låtförteckning
1. "Year of the Rat" – 4:35
2. "Protection" – 4:15
3. "Patriot Games" – 3:27
4. "The Passing" – 4:48
5. "Exile" – 4:26
6. "Sirens" – 4:27
7. "Vulture" – 3:43
8. "Amnesia" – 4:54
9. "Magical Fix" – 4:20
10. "Illumination" – 8:12

- Text: 	Østen Bergøy (spår 1–3, 5–7, 10), Tarald Lie Jr. (spår 4, 8), Fredrik Sele (spår 4), Mariangela Demurtas (spår 4), Anders Høyvik Hidle (spår 8)
- Musik: Hidle/Vistnes/Demurtas (spår 1, 2, 4–6), Hidle/Vistnes (spår 3, 7, 9), Vistnes/Sorychta/Vegge/Nordhus (spår 8), Einar Moen (spår 10)

## Medverkande
Musiker (Tristania-medlemmar)
- Anders Høyvik Hidle – gitarr, sång
- Mariangela Demurtas – sång
- Tarald Lie Jr. – trummor
- Einar Moen – keyboard, programmering
- Kjetil Nordhus – sång
- Ole Vistnes – basgitarr, keyboard, sång
- Gyri Smørdal Losnegaard – gitarr

Bidragande musiker
- Østen Bergøy – sång (spår 3, 5, 6, 10)
- Pete Johansen – violin (spår 4, 6, 9, 10)
- Sigmund Olgart Vegge (spår 8)

Produktion
- Waldemar Sorychta – producent, ljudtekniker, ljudmix
- Ole Vistnes – producent, ljudtekniker
- Anders Høyvik Hidle – producent
- Fredrik Wallumrød – ljudtekniker
- Sigmund Vegge – ljudteknker
- Dennis Koehne – ljudmix
- Svante Forsbäck – mastering
- Tinko Georgiev – omslagsdesign
- Angst-im-Wald – foto, omslagskonst